# NGC 1537
NGC 1537 ist eine Elliptische Galaxie vom Hubble-Typ E/SB0 im Sternbild Eridanus am Südsternhimmel. Sie ist schätzungsweise 58 Millionen Lichtjahre von der Milchstraße entfernt und hat einen Durchmesser von etwa 65.000 Lichtjahren. Die Galaxie ist Mitglied der 10 Galaxien zählende NGC 1532-Gruppe (LGG  111).
Das Objekt wurde am 18. November 1835 von John Herschel entdeckt.